# Orkanen Betsy
Orkanen Betsy är den andra namngivna tropiska cyklonen och den andra orkanen i den atlantiska orkansäsongen 1965.
Betsy var den hittills mest förödande orkan som drabbade det amerikanska fastlandet när den svepte in över Miami i Florida den 8 september och fortsatte över Mexikanska golfen till New Orleans i Louisiana, som förstördes två dagar senare. Minst 75 personer dödades och skadorna översteg 1 000 miljoner dollar.
Orkanen var så våldsam att Betsy ströks från listan på möjliga orkannamn och ersattes av Blance.